# Иссык-Кульский форум
«Иссык-Кульский форум», на киргизском языке Ысык-Көл шеринеси, Ысык-Көл форуму (the Ysyk-Kol Forum) — международный неправительственный форум интеллектуалов, созданный в СССР по инициативе киргизского писателя Чингиза Айтматова (1928—2008) в октябре 1986 года.
Данный неформальный форум собрал выдающихся интеллектуалов Востока и Запада в начальные годы эпохи перестройки в СССР.
Среди них были писатели, актеры, художники, ученые и общественные деятели того времени.
Гостями и участниками форума стали писатель и актер Питер Устинов (Великобритания), футурологи — ученые Олвин и Хейди Тоффлер (США), художник Афеверк Текле (Эфиопия), председатель Римского клуба А. Кинг, писатель, лауреат Нобелевской премии Клод Симон (Франция), американские писатели Артур Миллер и Джеймс Болдуин, Лисандро Отеро (Куба), Яшар Кемаль (Турция), Генеральный секретарь ЮНЕСКО Федерико Майор (Испания), физик Аугусто Форти (Италия), турецкий композитор Йомер Зюльфю Ливанели и др.
Сперва участники форума собрались в городе Фрунзе (ныне — Бишкек), столице Кыргызстана, а затем продолжили свои дебаты в городе Чолпон-Ата в побережье озера Иссык-Куль (Кыргызстан).
Это событие было весьма важным в период начала заката «холодной войны» между СССР и Западом.
Президентом форума был избран писатель-гуманист Чингиз Айтматов.

## Попытки возобновления форума
В настоящее время ряд интеллектуалов Кыргызстана пытается возобновить работу форума на новом уровне.